# Langrisser II
 (mars 2020).
Si vous disposez d'ouvrages ou d'articles de référence ou si vous connaissez des sites web de qualité traitant du thème abordé ici, merci de compléter l'article en donnant les références utiles à sa vérifiabilité et en les liant à la section « Notes et références ».
Langrisser II est un jeu vidéo de type tactical RPG sorti en 1994 sur Mega Drive. Le jeu a été développé par Masaya et édité par NCS.